# Guiomar Puerta
Guiomar Puerta García (Bilbao, España, 16 de diciembre de 1992) es una actriz española conocida por formar parte del elenco de ficciones como Carlos, rey emperador o 45 revoluciones. Actualmente interpreta a Adriana en la serie Estoy vivo.

## Carrera
En el año 2014 entró en la temporada número 21 de Goenkale, la serie vasca más longeva de la TV Española, como Tania Ugarte, una de las hijas de la familia Etxegarai. Durante el transcurso de la temporada se convirtió en una de las protagonistas de la serie. También estuvo presente en la última temporada de la serie (la número 22) en 2015. Además, a principios del 2015 se unió al elenco de la serie de TVE Carlos, rey emperador donde interpreta a Catalina de Austria, la hija menor de Juana La Loca (Laia Marull) y hermana de Carlos I de España (Álvaro Cervantes). En 2016 debuta en el cine con la comedia Embarazados, de Juana Macías. Para más tarde aparecer en Derecho a soñar y la prometedora serie de Atresmedia, 45 revoluciones.

## Filmografía

### Cine
| Año  | Título                | Personaje       | Director     | Notas |
| ---- | --------------------- | --------------- | ------------ | ----- |
| 2016 | Embarazados           | Chica gafapasta | Juana Macías |       |
| 2020 | El verano que vivimos | Isabel          | Carlos Sedes |       |

### Series de televisión
| Año       | Título                | Cadena      | Personaje           | Notas                           |
| --------- | --------------------- | ----------- | ------------------- | ------------------------------- |
| 2014-2015 | Goenkale              | ETB 1       | Tania Ugarte        | Elenco recurrente; 63 episodios |
| 2015      | Carlos, rey emperador | La 1        | Catalina de Austria | Elenco recurrente; 9 episodios  |
| 2018      | Paquita Salas         | Netflix     | Camarera            | Episodio: «Punto de partida»    |
| 2019      | Derecho a soñar       | La 1        | Alba Córdoba        | Elenco principal; 130 episodios |
| 2019      | 45 revoluciones       | Antena 3    | Maribel Campoy      | Elenco principal; 13 episodios  |
| 2019      | Terror.app            | Atresplayer | Paula Martín        | Elenco principal; 6 episodios   |
| 2021      | Estoy vivo            | La 1        | Adriana Márquez     | Elenco principal; 13 episodios  |
| 2023      | Montecristo           | Vix         | Alba Mondego        | Elenco principal                |